# Sunn O)))
Sunn O))) je američki drone/doom metal sastav.
Jezgru sastava čine Stephen O'Malley i Greg Anderson te razni gostujući glazbenici. Osim doom metala koji prevladava u njihovom zvuku kojeg grade oko dubokih gitarističkih i basističkih rifova tvoreći minimalistički ogoljen zvuk u kojem se hipnotički ritam neprimjetno sporo ponavlja primjetni su i utjecaji noisea, black metala (posebno kod vokala) te ambijentalne glazbe.

## Diskografija
Studijski albumi
- ØØ Void (2000.)
- Flight of the Behemoth (2002.)
- White1 (2003.)
- White2 (2004.)
- Black One (2005.)
- Oracle (2007.)
- Monoliths & Dimensions(2009.)
- Kannon (2015.)
- Life Metal (2019.)
- Pyroclasts (2019.)

EP-ovi
- Veils It White (2003.)
- Cro-Monolithic Remixes for an Iron Age (2004.)
- Candlewolf of the Golden Chalice (2005.)
- Oracle (2007.)

Demo uradci
- The Grimmrobe Demos (1999.)

Koncertni albumi
- The Libations of Samhain (2003.)
- Live White (2004.)
- Live Action Sampler (2004.)
- La Mort Noir dans Esch/Alzette (2006.)
- Dømkirke (2008.)
- (初心) Grimmrobes Live 101008 (2009.)
- Agharti Live 09-10 (2011.)
- НЕЖИТЬ: живьём в России (2016.)

Kolaboracije
- Altar (2006.)
- Sunn O))) Meets Nurse with Wound - The Iron Soul of Nothing (2011.)
- Terrestrials (2014.)
- Soused (2014.)
- 2007.12.10, "Altar" Presentation with Boris, Kentish Town Forum, London, The United Kingdom (2015.)

Split albumi
- Angel Coma (2006.)
- Che (2009.)

Box setovi
- WHITEbox (2006.)

## Vanjske poveznice
- Southern Lord Records
- Službena stranica Stephena O'Malleyja